# Guitar Slim
Eddie Jones (Greenwood, Misisipi), 10 de diciembre de 1926 - Nueva York, 7 de febrero de 1959), conocido como Guitar Slim, fue un cantante y guitarrista estadounidense de blues. Se caracterizaba por un tono de guitarra distorsionado, se le considera pionero en la experimentación con este tipo de sonidos, y un estilo vocal con reminiscencias de varios estilos del blues.

## Biografía
Eddie "Guitar Slim" nació en Greenwood (Misisipi). Quedó huérfano a la edad de 5 años y se crio con su abuela. Pasó su adolescencia trabajando en los campos de algodón.
Tras regresar del servicio militar en la Segunda Guerra Mundial, se instaló a Nueva Orleans donde comienza a tocar en pequeños clubes locales. En 1950 adopta el apodo "Guitar Slim". Su primera grabación tuvo lugar en 1951 para Imperial, a la que seguiría otra en 1952 para Bullet en la que grabaría el tema "Feelin' Sad", más tarde interpretado por Ray Charles. 
El éxito le llegó con el tema "The Things That I Used to Do" producido por Johnny Vincent para Specialty Records, sobre todo en los ámbitos del R&B durante 1954 donde llegó al número 1 y logró vender más de un millón de copias. Otros temas exitosos fueron "The Story of My Life", "Something to Remember You By", "Sufferin' Mind", "Well I Done Got Over It", "Letter to My Girlfriend" y "Quicksand", aunque ninguno de ellos alcanzó el éxito del primero. En 1956 fichó por Atlantic Records. 
Aficionado a la bebida y a los excesos, falleció en 1959 a causa de una neumonía.